# نخل خاکستری
نخل خاکستری (نام علمی: Trithrinax campestris) نام یک گونه از سرده نخل‌های سه‌شاخ است.